# گلینیانه (استان اشوی‌داشکسیه)
گلینیانه (به لهستانی: Gliniany) یک منطقهٔ مسکونی در لهستان است که در گمینا اوژاروو واقع شده‌است. گلینیانه ۳۲۰ نفر جمعیت دارد.